# Teoria detekcji sygnałów
Teoria Detekcji Sygnałów (w psychologii) – model procesu odróżniania sygnału od szumu. Jako sygnał rozumiana jest każda zmiana w środowisku zewnętrznym, a jako szum każda niepożądana, spontaniczna aktywność przeszkadzająca w precyzyjnej rejestracji sygnału.
Teoria przewiduje cztery możliwe decyzje w zależności od tego czy sygnał się pojawił i czy został dostrzeżony.
|                  | Decyzja „TAK”  | Decyzja „NIE”       |
| ---------------- | -------------- | ------------------- |
| Sygnał obecny    | trafienie      | ominięcie           |
| Sygnał nieobecny | fałszywy alarm | poprawne odrzucenie |

Zdolność decydenta w odróżnianiu sygnałów od szumu oznaczana jest wskaźnikiem d’. Wartość d’ jest różnicą pomiędzy średnią rozkładu dla reakcji NIE a średnią rozkładu dla reakcji TAK wyrażoną w skali z. Informuje nas o ogólnej sprawności systemu jako detektora sygnałów. Na podjętą decyzję oprócz rozkładu prawdopodobieństwa wpływ ma również przyjęta strategia decyzyjna, czyli miejsce ustanowienia przez decydenta kryterium rozróżniania między sygnałem a szumem. Każdy bodziec silniejszy od kryterium będzie interpretowany jako sygnał, nawet gdyby był szumem, a każdy bodziec słabszy od kryterium identyfikowany będzie jako szum, nawet gdyby był sygnałem. Wskaźnikiem przyjętej strategii jest β (beta), której wzorem jest proporcja prawdopodobieństwa reakcji NIE do reakcji TAK. Kierunek przesunięcia wskaźnika β wskazuje na przyjętą strategię (liberalną lub konserwatywną). d' i β są od siebie niezależne.